# Teatro de los Jardines del Buen Retiro

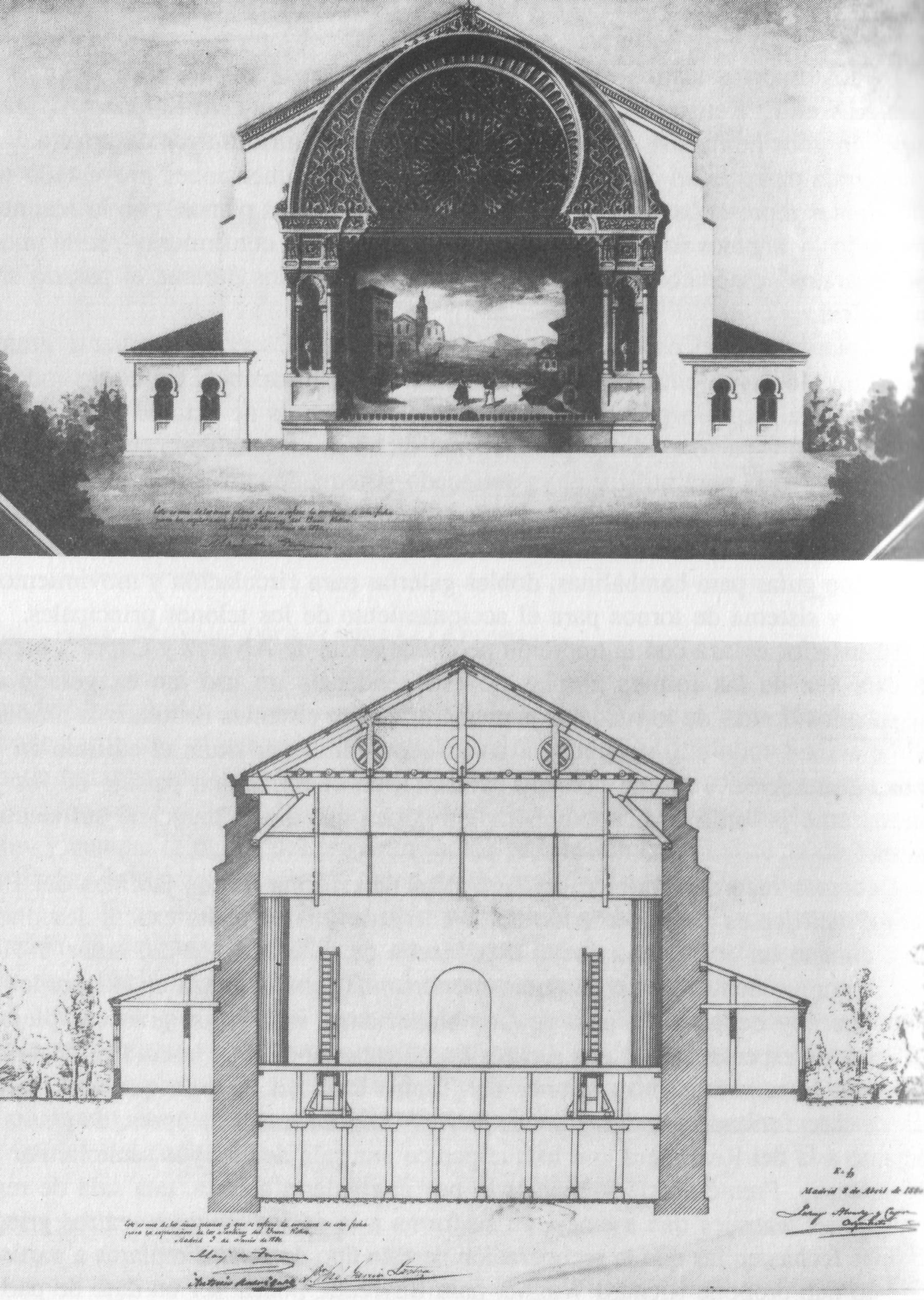
Alzado y sección del escenario del Teatro de los Jardines del Buen Retiro, diseñado por Lorenzo Álvarez hacia 1880.

El teatro de los Jardines del Buen Retiro fue un local de espectáculos construido en los primeros años de la década de 1880, dentro del conjunto conocido como Palacio y Jardines del Buen Retiro de Madrid, lugar de recreo de los monarcas españoles y precedente del Parque del Retiro.

## Historia
El espacio cortesano y de recreo del Buen Retiro siempre dispuso de instalaciones dedicadas a las representaciones (teatrales, musicales, etc.), llegando incluso a tener un edificio estable para tal uso en el Real Coliseo del Buen Retiro, construido al comienzo del siglo XVIII a partir de la estructura del escenario, aposentos y servicios que ya existía desde mediados del siglo XVII, y reformado y ampliado en sucesivas ocasiones. Ese antiguo coliseo real y el Teatro Rossini, levantado en los vecinos Campos Eliseos inaugurados en 1864, fueron los precedentes y modelos del teatro de verano conocido con el nombre de Teatro Jardines del Buen Retiro.
Estuvo situado en la zona de los jardines más próxima a la calle de Alcalá, aproximadamente donde luego se edificaron Correos (1918) y el Ministerio de Marina (1925-1928), lo que le dio una existencia aproximada de poco más de un cuarto de siglo.
La documentación conservada en el Archivo Histórico Nacional y en el Museo de Historia de Madrid hablan de un edificio estable con amplio escenario capaz de ofrecer representaciones importantes, incluida la ópera. Fernández Muñoz lo considera «uno de los aparatos escénicos de mayor envergadura instalados durante el siglo XIX en Madrid».

### Estructura
Se conservan proyectos de Lorenzo Álvarez Capra (1880), y de Fernando de la Torriente (anterior a 1886). En el primero llama la atención el foso y contrafoso, bajo el entablado del espacio escénico, con capacidad para mover de forma manual el anticuado sistema de carros de las primitivas tramoyas; y ya sobre el escenario, el telar, las guías para bambalinas, dobles galerías para la circulación y movimiento de varales, y el sofisticado sistema de tornos para mover los telones principales. El proyecto de Álvarez Capra presenta también el aspecto exterior del edificio, en estilo neomudéjar como en otras obras suyas en Madrid (la plaza de toros de Fuente del Berro y la iglesia de la Paloma, por ejemplo).
De las reformas dibujadas por De la Torriente, sorprenden las dimensiones del conjunto monumental, que lo acercan a las proporciones del Teatro Real, con espacios diferenciados para el gran teatro de ópera y una sala de ensayos independiente, enfrentados a una sala teatral emulando el prototipo griego clásico, siguiendo quizá la moda propuesta por el compositor Richard Wagner para Bayreuth.

### Programación
De importancia destacada fueron los programas de ópera, ofrecidos a precios populares con cantantes y actores noveles o de escasa categoría y gracias a la circunstancia de aprovecharse las producciones del Teatro Real y sus recursos (orquesta y coros, partiquinos y concertadores, etc), contratados al final de la temporada para cubrir la programación estival del Buen Retiro tras su paso por el Príncipe Alfonso, en el vecino paseo de Recoletos. Esta alternativa popular de los privilegios de los abonados a la Opera, tuvo en las tablas del Buen Retiro decimonónico la apoteosis de la opereta, la zarzuela y las diversas producciones asociadas al llamado «género chico». Puede destacarse en este aspecto la gestión de empresarios como Felipe Ducazcal (y en su última etapa, del banquero Pedro Serra), cuyo éxito reflejaron algunos escritores del 98, entre ellos Pío Baroja, que en su novela Las noches del Buen Retiro (1934) lo recuerda como «un lugar relativamente céntrico, contiguo a la plaza de Cibeles; había en él un teatro grande, árboles, boscajes retirados para parejas misteriosas, un café y música».
Lugar de fusión de los diferentes estamentos y clases sociales de la capital de España, mientras los más privilegiados y pudientes ocupaban sus localidades y palcos, una nube animada de «peseteros» (así llamados por ser una peseta el precio de la entrada en el jardín) se apostaba en el monumental pórtico, cobijados en el porche, siguiendo desde allí las evoluciones musicales del programa. Refiere también Martínez Olmedilla que el 1 de mayo de 1888 se celebró en aquel marco, por primera vez en España, un mitin socialista, con la participación de un joven Pablo Iglesias.
Volviendo al capítulo del espectáculo, apunta Olmedilla la presencia de tenores como Julián Biel, o del más ilustre partiquino del Teatro Real, José Tanci. Y, en el ameno repaso histórico recopilado en su Anecdotario de la farándula madrileña, recuerda la presencia de compañías de operetas bufas españolas e italianas, junto a otras del género chico, con actuaciones que al pueblo madrileño se le antojarían memorables, como las del «picador» Badila cantando-recitando:

«Si lo que yo gano aquí
me lo ganara en la escena,
¡cualquiera me coge a mí
dando tumbos por la arena!».

### En la literatura
Diversos autores españoles contemporáneos del fenómeno social de los teatros de verano, los incluyeron como escenario más o menos accidental en su obra literaria, desde maestros de la novela realista como Pérez Galdós, Emilia Pardo Bazán o «Clarín» hasta divos de la bohemia literaria como Ramón Gómez de la Serna, Rafael Cansinos-Assens o Emilio Carrere. En el grupo noventaiochista destaca la ya mencionada novela de Pío Baroja titulada precisamente Las noches del Buen Retiro:

Dentro del teatro la luz parecía más blanca, y cuando se rompía el globo de un arco voltaico se veían los dos carbones incandescentes tan brillantes que dejaban a cualquiera medio ciego. Como el público, en su mayoría, era de cierta posición y estaba acostumbrado a oír óperas en el Teatro Real, tomaba aquellas representaciones un poco a chunga.
Pío Baroja (1934)

### Demolición
Atribuye Olmedina la responsabilidad política del desmantelamiento del Jardín y posterior demolición de su Teatro al ministro Antonio Maura «que quiso tener salida directa desde su palacio a la calle del Alcalá, e hizo quitar el tapón que los Jardines suponían». En el solar, abierto ya y dispuesto a la especulación y el progreso, se construyó la Casa de Correos, bautizada por el pueblo madrileño como Nuestra Señora de las Comunicaciones, el inicio de la calle Montalbán y, pegado al paseo del Prado, el Ministerio de Marina, años después.